# Metalloleptura ochraceovittata
Metalloleptura ochraceovittata là một loài bọ cánh cứng trong họ Cerambycidae.